# China's Little Devils
China's Little Devils (también conocida como Little Devils) es una película de guerra de 1945, dirigida por Monta Bell y protagonizada por Harry Carey, Paul Kelly y «Ducky» Louie. Es una de varias películas de Hollywood que tratan sobre las hazañas de los Tigres Voladores y que comenzaron con la producción de Republic Pictures Flying Tigers (1942). 

## Trama
Después de ser derribado, «Big Butch» Dooley (Paul Kelly), un piloto de los Tigres Voladores, aterriza su Curtiss P-40 Warhawk en las ruinas de un pueblo chino. Después de rescatar a un niño herido, huérfano por la guerra, Dooley lo lleva de regreso a su unidad.
El joven huérfano es adoptado por los Tigres Voladores y lo llaman «Little Butch» Dooley. Big Butch y los otros Tigres se dan cuenta de que el niño necesita una educación adecuada y lo envían a la Escuela Misionera del Temple dirigida por «Doc» Temple (Harry Carey).
El pequeño Butch organiza a los demás niños refugiados y los entrena para luchar contra los invasores japoneses. Liderando a los niños, apodados «Little Devils», en incursiones nocturnas, Little Dutch toma el control de un almacén de gasolina, pero resulta herido durante la batalla.
Dos de los dos Pequeños Diablitos son hechos prisioneros mientras explotan una base de suministros japonesa. Cuando Doc le ruega a un oficial japonés que lo libere, se entera del ataque a Pearl Harbor y se da cuenta de que será hecho prisionero. El pequeño Butch rescata a Doc, y poco después, los japoneses bombardean la misión.
Más tarde, un avión estadounidense se estrella y los Pequeños Diablitos corren con los japoneses para llegar al lugar del naufragio. Los Pequeños Diablitos encuentran el avión primero y se sorprenden al descubrir que el piloto es Big Butch. Después de tratar las heridas de Big Butch, los Pequeños Diablitos lo ayudan a cruzar un río y regresar sano y salvo a las líneas chinas.
Sin embargo, mientras los jóvenes escapan, una patrulla japonesa se acerca a ellos. Sacrifican sus vidas mientras se enfrentan al enemigo y, algún tiempo después, el espíritu de Little Butch viaja con Big Butch mientras lanza bombas sobre Tokio.

## Elenco
- Harry Carey como "Doc" Temple
- Paul Kelly como "Big Butch" Dooley
- "Ducky" Louie como Little Butch Dooley
- Gloria Ann Chew como Betty Lou
- Hayward Soo Hoo como Little Joe Doakes
- Jimmie Dodd como Eddie (como Jimmy Dodd)
- Ralph Lewis como Harry
- Philip Ahn como Farmer
- Richard Loo como Colonel Huraji
- Wing Foo como Captain Subi
- Jean Wong como Nurse
- Fred Mah como Patrick
- Nancy Hsueh como Baby
- Oie Chan como la esposa del granjero
- Aen-Ling Chow como Daughter

## Producción
Monogram Pictures tenía un historial de producciones de películas de serie B y Little Devils de China encaja en ese escenario. La película también utilizó secuencias de Flying Tigers (1942), así como las maquetas del Curtiss P-40 utilizadas en la película anterior. 
El rodaje de China's Little Devils tuvo lugar desde el 30 de junio hasta principios de agosto de 1944. La mayor parte del rodaje se llevó a cabo en los estudios. 

### Citas
1. ↑  Paris 1995, p. 135.
2. ↑  Farmer 1984, p. 299.
3. ↑  «Turner Classic Movies - TCM.com». prod.tcm.com (en inglés). Consultado el 4 de febrero de 2025.